# Fantasporto
Fantasporto, Festival Internacional de Cinema do Porto, även kallad Fantas, är en filmfestival i Porto, Portugal som har ägt rum återkommande sedan 1981. Filmer har belönats sedan 1982. 

## Belönade filmer
Filmer som belönats med festivalens främsta pris Grande Prémio Fantasporto:
- 1982 The Redeemer av Krsto Papić
- 1983 Scanners av David Cronenberg
- 1984 Den sista striden av Luc Besson
- 1985 The Company of Wolves av Neil Jordan
- 1986 Fuego eterno av Jose Angel Rebolledo
- 1987 Defense of the Realm av David Drury
- 1988 A Chinese Ghost Story av Ching Siu-tung
- 1989 Ett experiment i skräck av George A. Romero
- 1990 Svart regnbåge av Mike Hodges
- 1991 Henry – en massmördare av John McNaughton
- 1992 Toto le Héros av Jaco van Dormael
- 1993 Braindead av Peter Jackson
- 1994 Cronos av Guillermo del Toro
- 1995 Dödsleken av Danny Boyle
- 1996 Seven av David Fincher
- 1997 Bound av Bröderna Wachowski
- 1998 Retroactive av Louis Morneau
- 1999 Cube av Vincenzo Natali
- 2000 Siam Sunset av John Polson
- 2001 Älskade hundar av Alejandro González Iñárritu
- 2002 Fausto 5.0 av Los Fura del Baus
- 2003 Intacto av Juan Carlos Fresnadillo
- 2004 A Tale of Two Sisters av  Kim Ji-Woon
- 2005 Nothing av Vincenzo Natali
- 2006 Frostbiten av Anders Banke
- 2007 Pans labyrint av Guillermo del Toro
- 2008 REC av Jaume Balagueró
- 2009 Idiots and Angels av Bill Plympton
- 2010 Heartless av Philip Ridley
- 2011 Two Eyes Staring av Elbert van Strien
- 2012 Hell av Tim Fehlbaum
- 2013 Mama av Andy Muschietti
- 2014 Miss Zombie av Sabu
- 2015 Liza, a rókatündér av Károly Ujj Mészáros
- 2016 Córki dancingu (engelsk titel The Lure) av Agnieszka Smoczyńska
- 2017 Realive av Mateo Gil
- 2018 Ravenous av Robin Aubert
- 2019 Last Sunrise av Wen Ren
- 2020 Ghost Master av Paul Young
- 2021 Suicide Forest Village av Takashi Shimizu
- 2022 Follow Her av Sylvia Caminer
- 2023 Megalomaniac av Karim Ouelhaj